# Шампионска лига 2025/26
Шампионска лига 2025/26 ще е 71-вото издание на най-престижния европейски клубен турнир, организиран от УЕФА и 34-тото издание, откакто турнирът се нарича Шампионска лига, а не Купа на европейските шампиони. Финалът е планиран да се играе на 30 май 2026 г. на Пушкаш Арена в Будапеща. Това е вторият сезон, който се провежда в новия разширен формат на Шампионската лига с 36 отбора в шампионатната фаза, играещи в осем кръга. Представителите на Русия са наказани да не участват в турнира поради руското нападение срещу Украйна.

## Квалификационна фаза

### Първи квалификационен кръг
В първия квалификационен кръг участват 28 шампиона на своите страни. Отпадналите от този кръг отбори ще участват във втория квалификационен кръг на Лига на конференциите 2025/26.
Жребият за първия квалификационен кръг ще се тегли на 17 юни 2025 г. Първите срещи ще се проведат на 8 и 9 юли 2025 г., а реваншите – на 15 и 16 юли 2025 г.
| Отбор 1         | Общ резултат   | Отбор 2               | 1-ви мач | 2-ри мач  |
| --------------- | -------------- | --------------------- | -------- | --------- |
| Жалгирис        | 2:2 (10:11 д.) | Хамрун Спартанс       | 2:0      | 0:2 (сдв) |
| Куопио ПС       | 1:0            | Милсами               | 1:0      | 0:0       |
| Дъ Ню Сейнтс    | 1:2            | Шкендия               | 0:0      | 1:2 (сдв) |
| Иберия 1999     | 2:6            | Малмьо ФФ             | 1:3      | 1:3       |
| Левадия         | 0:2            | РФШ Рига              | 0:1      | 0:1       |
| Дрита           | 4:2            | Диферданж 03          | 1:0      | 3:2       |
| Викингур Гота   | 2:4            | Линкълн Ред Импс      | 2:3      | 0:1       |
| Егнатия         | 1:5            | Брейдаблик            | 1:0      | 0:5       |
| Шелборн         | 2:1            | Линфийлд              | 1:0      | 1:1       |
| ФКСБ            | 4:3            | Интер Клуб д’Ескалдес | 3:1      | 1:2       |
| Виртус          | 1:4            | Зрински               | 0:2      | 1:2       |
| Олимпия Любляна | 1:3            | Кайрат                | 1:1      | 0:2       |
| Ноа             | 3:2            | Будучност             | 1:0      | 2:2       |
| Лудогорец       | 3:2            | Динамо Минск          | 1:0      | 2:2 (сдв) |

### Втори квалификационен кръг
Вторият квалификационен кръг се дели на два потока – шампионски и шампионатен. В шампионския поток се състезават 14 победителя от първия квалификационен кръг заедно с 10 шампиона, които се присъединяват в този кръг. В шампионатния поток се състезават шест вицешампиона от първенства, чиито коефициент дава право на участие на два отбора в Шампионската лига.
Жребият за втория квалификационен кръг ще се тегли на 18 юни 2025 г. Първите срещи ще се проведат на 22 и 23 юли 2025 г., а реваншите – на 29 и 30 юли 2025 г. Отпадналите от този кръг отбори ще участват в третия квалификационен кръг на Лига Европа 2025/26.
Шампионски поток
| Отбор 1           | Общ резултат | Отбор 2         | 1-ви мач | 2-ри мач  |
| ----------------- | ------------ | --------------- | -------- | --------- |
| РФШ Рига          | 1:5          | Малмьо ФФ       | 1:4      | 0:1       |
| Хамрун Спартанс   | 0:6          | Динамо Киев     | 0:3      | 0:3       |
| Пафос             | 2:1          | Макаби Тел Авив | 1:1      | 1:0       |
| Линкълн Ред Импс  | 1:6          | Цървена звезда  | 0:1      | 1:5       |
| Ноа               | 4:6          | Ференцварош     | 1:2      | 3:4       |
| Лех Познан        | 8:1          | Брейдаблик      | 7:1      | 1:0       |
| ФК Копенхаген     | 3:0          | Дрита           | 2:0      | 1:0       |
| Риека             | 1:3          | Лудогорец       | 0:0      | 1:3 (сдв) |
| Шкендия           | 3:1          | ФКСБ            | 1:0      | 2:1       |
| Слован Братислава | 6:2          | Зрински         | 4:0      | 2:2       |
| Шелборн           | 0:4          | Карабах         | 0:3      | 0:1       |
| Куопио ПС         | 2:3          | Кайрат          | 2:0      | 0:3       |

Шампионатен поток
| Отбор 1         | Общ резултат | Отбор 2          | 1-ви мач | 2-ри мач |
| --------------- | ------------ | ---------------- | -------- | -------- |
| Бран            | 2:5          | Ред Бул Залцбург | 1:4      | 1:1      |
| Виктория Пилзен | 3:2          | Сервет           | 0:1      | 3:1      |
| Рейнджърс       | 3:1          | Панатинайкос     | 2:0      | 1:1      |

### Трети квалификационен кръг
Третият квалификационен кръг включва в шампионския поток 12 победителя от втория квалификационен кръг. В шампионатния поток редом с трите победителя от втория квалификационен кръг се включват и пет отбора, които не са шампиони, но поради коефициента на първенството, в което участват, придобиват право на участие в турнира.
Жребият за третия квалификационен кръг ще се тегли на 21 юли 2025 г. Първите срещи ще се проведат на 5 и 6 август 2025 г., а реваншите – на 12 август 2025 г. Отпадналите от шампионския поток ще участват в плейофите на Лига Европа 2025/26, докато отпадналите от шампионатния поток се класират за шампионатната фаза на Лига Европа 2025/26.
Шампионски поток
| Отбор 1     | Общ резултат | Отбор 2           | 1-ви мач | 2-ри мач  |
| ----------- | ------------ | ----------------- | -------- | --------- |
| Малмьо ФФ   | 0:5          | ФК Копенхаген     | 0:0      | 0:5       |
| Кайрат      | 1:1 (4:3 д.) | Слован Братислава | 1:0      | 0:1 (сдв) |
| Лех Познан  | 2:4          | Цървена звезда    | 1:3      | 1:1       |
| Лудогорец   | 0:3          | Ференцварош       | 0:0      | 0:3       |
| Динамо Киев | 0:3          | Пафос             | 0:1      | 0:2       |
| Шкендия     | 1:6          | Карабах           | 0:1      | 1:5       |

Шампионатен поток
| Отбор 1          | Общ резултат | Отбор 2         | 1-ви мач | 2-ри мач |
| ---------------- | ------------ | --------------- | -------- | -------- |
| Ред Бул Залцбург | 2:4          | Клуб Брюж       | 0:1      | 2:3      |
| Рейнджърс        | 4:2          | Виктория Пилзен | 3:0      | 1:2      |
| Ница             | 0:4          | Бенфика         | 0:2      | 0:2      |
| Фейенорд         | 4:6          | Фенербахче      | 2:1      | 2:5      |

### Плейоф
Жребият за плейофите ще се тегли на 4 август 2025 г. Първите срещи ще се проведат на 19 и 20 август 2025 г., а реваншите – на 26 и 27 август 2025 г. В шампионския поток се включват четири шампиона наред с шестте победителя от третия квалификационен кръг. Отпадналите от този кръг отбори ще участват в шампионатната фаза на Лига Европа 2025/26.
Шампионски поток
| Отбор 1        | Общ резултат | Отбор 2       | 1-ви мач | 2-ри мач |
| -------------- | ------------ | ------------- | -------- | -------- |
| Ференцварош    | :            | Карабах       | 1:3      | 27 авг   |
| Цървена звезда | :            | Пафос         | 1:2      | 26 авг   |
| Будьо/Глимт    | :            | Щурм Грац     | 5:0      | 26 авг   |
| Селтик         | :            | Кайрат        | 0:0      | 26 авг   |
| Базел          | :            | ФК Копенхаген | 1:1      | 27 авг   |

Шампионатен поток
| Отбор 1    | Общ резултат | Отбор 2   | 1-ви мач | 2-ри мач |
| ---------- | ------------ | --------- | -------- | -------- |
| Фенербахче | :            | Бенфика   | 0:0      | 27 авг   |
| Рейнджърс  | :            | Клуб Брюж | 1:3      | 27 авг   |

## Шампионатна фаза
Жребият ще се проведе в Монако на 28 август 2025 г. Отборите са разделени в четири урни в зависимост от коефициентите им в ранглистата на УЕФА. За разлика от предишните издания на Шампионската лига, в настоящия формат 36-те отбора няма да бъдат разпределени в отделни групи, а ще се състезават в една обща група. Всеки отбор ще изиграе общо осем срещи (четири като домакин и четири като гост), като отбори от една държава не могат да играят помежду си. Жребият определя срещу кои отбори всеки клуб ще играе, като целта е всеки отбор да играе по равно количество срещи срещу отбори от всяка урна. Мачовете се играят на 16–18 септември, 30 септември–1 октомври и 21–22 октомври, 4–5 и 25–26 ноември, 9–10 декември 2025 г., 20–21 и 28 януари 2026 г. Първите осем отбора се класират за осминафиналите, докато следващите 16 отбора ще играят в плейофа на фазата на директните елиминации. Последните 12 отбора отпадат от надпреварата. Роаял Юнион Сен Жилоаз прави дебют в груповата фаза.
Класирали се отбори
- Реал Мадрид КК: 143.500
- Манчестър Сити КК: 137.750
- Байерн Мюнхен КК: 135.250
- Ливърпул КК: 125.500
- Пари Сен Жермен КК: 118.500
- Интер КК: 116.250
- Челси КК: 109.000
- Борусия Дортмунд КК: 106.750
- Барселона КК: 103.250
- Арсенал КК: 98.000
- Байер Леверкузен КК: 95.250
- Атлетико Мадрид КК: 93.500
- Аталанта КК: 82.000
- Виляреал КК: 82.000
- Ювентус КК: 74.250
- Айнтрахт Франкфурт КК: 74.000
- Тотнъм Хотспър КК: 70.250
- ПСВ Айндховен КК: 69.250
- Аякс КК: 67.250
- Наполи КК: 61.000
- Спортинг Лисабон КК: 59.000
- Олимпиакос КК: 56.500
- Славия Прага КК: 51.000
- Олимпик Марсилия КК: 48.000
- Монако КК: 41.000
- Галатасарай КК: 38.250
- Роял Юнион Сен Жилоа КК: 36.000
- Атлетик Билбао КК: 26.750
- Нюкасъл Юнайтед КК: 23.039
- 5 победителя от шампионския поток
- 2 победителя от шампионатния поток